# 柴納格羅夫鎮區 (北卡羅萊納州羅恩縣)
柴納格羅夫鎮區（英語：China Grove Township）是位於美國北卡羅萊納州羅恩縣的一個鎮區。

## 地方資料
柴納格羅夫鎮區的面積為100.10平方千米，當中陸地面積為99.19平方千米，而水域面積為0.91平方千米。根據2020年美國人口普查的數據，當地共有人口27279人，而人口密度為每平方千米272.52人。